# Ковалевский, Григорий Ильич
Григорий Ильич Ковалевский (род. 14 сентября 1943, Москва) — советский и российский контрабасист, экс—директор оркестра «Виртуозы Москвы». Народный артист Российской Федерации (2006).

## Биография
Родился 14 сентября 1943 года в Москве в семье инженеров Ильи Петровича и Раисы Михайловны Ковалевских.
С пяти лет пошёл заниматься в музыкальную школу по классу виолончели.
Стоял у истоков создания легендарного оркестра «Виртуозы Москвы». С самого начала существования оркестра «Виртуозы Москвы» под руководством Владимира Спивакова, стал работать именно в этом оркестре. В качестве солиста оркестра, он стал одним из известных контрабасистов в мире.
С 2003 по 2019 годы был директором оркестра «Виртуозы Москвы», но затем с ним был расторгнут контракт и он был уволен с этой должности.

## Признание
- Орден Почёта (14 августа 2014 года) — за большие заслуги в развитии отечественной культуры и искусства, телерадиовещания, печати, связи и многолетнюю плодотворную деятельность[2]
- Народный артист Российской Федерации (3 апреля 2006 года) — за большие заслуги в области искусства[3].
- Заслуженный артист Российской Федерации (26 января 1999 года) — за заслуги в области искусства[4].

## Увлечения
Собрал огромную коллекцию фигурок контрабасов и контрабасистов, большую часть этой коллекции передал в 2018 году в Школу имени Гнесиных (МССМШ).

## Частная жизнь
Был женат дважды. От первого брака с Анной Бродской есть сын. Со своей первой женой прожил 51 год.
- Вторая жена — врач-стоматолог
  - Двое детей(Семен и Вероника)